# Etrema minutissimelirata
Etrema minutissimelirata é uma espécie de gastrópode do gênero Etrema, pertencente à família Clathurellidae.